# Dioscorea flaccida
Dioscorea flaccida är en enhjärtbladig växtart som beskrevs av Reinhard Gustav Paul Knuth. Dioscorea flaccida ingår i släktet Dioscorea och familjen Dioscoreaceae. Inga underarter finns listade i Catalogue of Life.